# بورلی جانسون
بورلی جانسون (انگلیسی: Beverly Johnson؛ زادهٔ ۱۳ اکتبر ۱۹۵۲) یک تهیه‌کننده، بازیگر سینما، هنرپیشه، و مانکن اهل ایالات متحده آمریکا است.
از فیلم‌هایی که وی در آن‌ها نقش داشته است، می‌توان به اسلحه پر ۱ و اعمال خوب اشاره نمود.